# Умови Каруша — Куна — Такера
Умови Каруша — Куна — Такера — необхідні умови оптимальності розв'язку математичної задачі нелінійного програмування при виконанні деяких умов регулярності[⇨]. Названі на честь авторів: Вільяма Каруша, Гарольда Куна і Альберта Такера.
Нехай маємо наступну задачу оптимізації:
{\displaystyle \min \limits _{x}f(x)}
при виконанні умов
{\displaystyle g_{i}(x)\leqslant 0,h_{j}(x)=0}
де {\displaystyle f(\cdot )} — функція, що мінімізується, {\displaystyle g_{i}(\cdot )\ (i=1,\ldots ,m)} — функції обмежень-нерівностей і {\displaystyle h_{j}(\cdot )\ (j=1,\ldots ,l)} — функції обмежень-рівностей.

## Необхідні умови
Припустимо, що задана функція мети (функція значення якої слід мінімізувати) {\displaystyle f:\mathbb {R} ^{n}\rightarrow \mathbb {R} } і обмежуючі функції {\displaystyle g_{i}:\,\!\mathbb {R} ^{n}\rightarrow \mathbb {R} } і {\displaystyle h_{j}:\,\!\mathbb {R} ^{n}\rightarrow \mathbb {R} }.
Позначимо {\displaystyle {\mathcal {A}}(x^{*})} підмножину {\displaystyle \{1,\ldots ,m\}} для елементів якої в обмеженнях-нерівностях виконується рівність {\displaystyle g_{i}(x)=0.}
Припустимо, що дані функції є неперервно диференційованими в точці {\displaystyle x^{*}} . Якщо {\displaystyle x^{*}} є локальним мінімумом, що задовольняє деякі умови регулярності, то існують константи, {\displaystyle \mu _{i}\ (i=1,\ldots ,m)} і {\displaystyle \lambda _{j}\ (j=1,\ldots ,l)} такі що виконуються властивості:
Стаціонарність
{\displaystyle \nabla f(x^{*})+\sum _{i=1}^{m}\mu _{i}\nabla g_{i}(x^{*})+\sum _{j=1}^{l}\lambda _{j}\nabla h_{j}(x^{*})=0,}
Допустимість
{\displaystyle g_{i}(x^{*})\leqslant 0,\quad i=1,\ldots ,m}
{\displaystyle h_{j}(x^{*})=0,\quad j=1,\ldots ,l\,\!}
Двоїста допустимість
{\displaystyle \mu _{i}\geqslant 0,\quad i=1,\ldots ,m}
Спряженість
{\displaystyle \mu _{i}g_{i}(x^{*})=0,\quad \;i=1,\ldots ,m.}

### Умови регулярності
- Найпоширенішою умовою регулярності є умова лінійної незалежності градієнтів:

якщо для локального мінімуму {\displaystyle x^{*}} вектори {\displaystyle \nabla g_{i}(x^{*}),\quad i\in {\mathcal {A}}(x^{*}),\quad \nabla h_{j}(x^{*})\quad j=1,\ldots ,l\,\!} — лінійно незалежні, то в точці {\displaystyle x^{*}} виконуються умови Каруша — Куна — Такера.
- Умови Мангасар'яна — Фромовіца. Якщо для локального мінімуму {\displaystyle x^{*}} існує вектор {\displaystyle d\in \mathbb {R} ^{n},} для якого:

1. {\displaystyle \nabla g_{i}(x^{*})^{T}d>0,\quad i\in {\mathcal {A}}(x^{*})}
2. {\displaystyle \nabla h_{j}(x^{*})^{T}d=0,\quad j=1,\ldots ,l}
3. Вектори {\displaystyle \nabla h_{j}(x^{*}),\quad j=1,\ldots ,l\,\!} — лінійно незалежні,

то в точці {\displaystyle x^{*}} виконуються умови Каруша — Куна — Такера.

## Достатні умови
В деяких випадках необхідні умови є також достатніми для оптимальності. Зокрема це відбувається якщо функція {\displaystyle f} і обмеження-нерівності {\displaystyle g_{j}} є неперервно диференційовними опуклими функціями, а обмеження-рівності є афінними функціями. Ця ж властивість виконується також якщо функція мети і обмеження-нерівності є так званими інвексними функціями.